# 折像
折像（？年—？年），字伯式，廣漢郡雒縣（今四川省廣漢市）人。折像的祖先張江，為武威太守，被封爲南陽折侯，於是改姓為折。

## 生平
折像年幼時有仁心，不殺害昆蟲，不折嫩芽。通曉《京氏易》，喜歡黃老的言論。折像父親折國去世後，折像理解了老子『多藏必厚亡』的道理，於是分散金帛財産，送給親戚朋友或其他有困難的人。有人勸折像說：「你有三個兒子兩個女兒，子孫滿堂，應該要增加産業，怎麼反到散財呢？」折像說：「從前斗子文說過：『我是逃禍，而不是避富。』我家累積財富時間已久，滿滿的過錯，是道家最忌諱的。現今世道將衰退，我的兒子又沒有才能。不仁而富，這是不幸。牆有縫隙卻高聳入雲，這樣很快就會垮掉！」聰明的人聽到這言論都很佩服他。折像知道自己將死，於是召集賓客親族，飽餐一頓後告別，果然突然死去。時年八十四歲，家中沒有多餘的財產，幾個兒子衰劣就如同折像所說。

## 延伸阅读
[在维基数据编辑]
 《後漢書·卷82上》，出自范晔《後漢書》